# 三層
三層，是臺灣桃園市大溪區的一個傳統地域名稱，位於該區中部偏東南部。相較於今日行政區，其範圍大致包括永福里西南部邊界地帶、美華里不含東南端、福安里、新峰里西部。

## 地名
本地區位於大漢溪右岸至山區之間三段河階地之最高位，故稱之「三層」。

## 歷史
台灣清治末期至日治初期，三層地區為一街庄，稱為「三層庄」，隸屬於海山堡。該庄東北與烏塗窟庄為鄰，東南與蕃地為鄰，西南邊為新溪洲庄，西北邊為內柵庄、田心仔庄、石墩庄。
1901年（日治明治三十四年）11月，全台設置二十廳，該庄隸屬於桃仔園廳。1903年（明治三十六年），改名桃園廳。1909年（明治四十二年）10月，合併二十廳為十二廳，該庄隸屬不變。1920年（大正九年），廢十二廳改設五州二廳，該庄改制為「三層」大字，隸屬於新竹州大溪郡大溪街，大字下有「三層」、「尾寮」、「坑底」、「頭寮」、「八結」、「阿母坪」、「柑坪」小字名。
戰後大溪街改制為大溪鎮，隸屬於新竹縣，大字亦改制為里。1950年桃、竹、苗分治，大溪鎮改隸屬於桃園縣。2014年12月，桃園縣升格為直轄桃園市，大溪鎮改制為大溪區。

## 交通
省道台7線（復興路一段）俗稱「北部橫貫公路」，是桃園大溪至宜蘭壯圍的幹道，大致以縱向轉東北—西南走向再轉西北—東南走向蜿蜒經過三層地區西南部，向北轉西北可前往大溪市區並止於省道台3線路口，向東南可越過雪山山脈以前往宜蘭縣。

## 學校
- 福安國小

## 廟宇
- 埤崙屢豐宮（土地祠）

## 景點
- 慈湖

## 運動休閒
- 大溪高爾夫球場（部分）